# Чифланд (Флорида)
Чифланд (енгл. Chiefland) град је у америчкој савезној држави Флорида. По попису становништва из 2010. у њему је живело 2.245 становника.

## Демографија
Према попису становништва из 2010. у граду је живело 2.245 становника, што је 252 (12,6%) становника више него 2000. године.
| Група             | 2000.         | 2010.         |
| Белци             | 1.168 (58,6%) | 1.300 (57,9%) |
| Афроамериканци    | 683 (34,3%)   | 689 (30,7%)   |
| Азијати           | 33 (1,7%)     | 38 (1,7%)     |
| Хиспаноамериканци | 55 (2,8%)     | 148 (6,6%)    |
| Укупно            | 1.993         | 2.245         |